# Урбанец, Мирослав
Мирослав Урбанец (чеш. Milan Urbanec, 7 марта 1910 — 1972) — чехословацкий шахматист, международный мастер ИКЧФ.
Участник двух чемпионатов ВС Чехословакии (1964 и 1965 гг.; дважды разделил 4—5 места).
Наиболее известен по выступлениям в заочных соревнованиях. В составе сборной Чехословакии стал победителем 5-й заочной олимпиады (1965—1968 гг.). Выступая на 3-й доске, набрал 3½ очка в 8 партиях: победил М. Уиллса (Англия) и П. Калиновского (Австралия), сыграл вничью с С. Исакссоном (Швеция), Р. Шлидером (ГДР) и Р. Стайнмайером (США), проиграл П. В. Дубинину (СССР), Й. Пруссу (ФРГ) и Ф. Атабеку (Турция).